# 메건 퓰러리
메건 퓰러리(Megan Puleri, 1997년 ~ )는 미국의 모델이다.